# Бонег, Джордж
Джордж Валентайн Бонег (англ. George Valentine Bonhag; 31 января 1882, Бостон — 30 октября 1960, Нью-Йорк) — американский легкоатлет, чемпион и призёр летних Олимпийских игр 1908 и 1912 гг.
На своих первых Олимпийских играх 1904 в Сент-Луисе Бонег участвовал в беге на 800 м, но его точное место и результат неизвестны. На внеочередной Олимпиаде 1906 в Афинах он стал чемпионом в ходьбе на 1500 м, однако эта золотая медаль считается неофициальной, так как соревнования прошли без разрешения Международного олимпийского комитета. Также, Бонег занял четвёртое место в гонке на 5 миль и шестое на 1500 м.
На Играх 1908 в Лондоне Бонег участвовал в двух дисциплинах. Он стал серебряным призёром в командной гонке на 3 мили и выбыл из полуфинала забега на 3200 м с препятствиями так как не смог финишировать.
На следующей Олимпиаде 1912 в Стокгольме Бонег стал чемпионом в командной гонке на 3000 м. Также, он занял четвёртое место в беге на 5 миль и не финишировал в индивидуальном и командном кроссе. Также, он принял участие в демонстрационном соревновании по бейсболу, в котором его команда в единственном матче обыграла шведскую сборную.